# Ивана
Ваня Калудова, известна под артистичния си псевдоним Ивана, е българска попфолк и фолклорна певица. С дебют през 1999 г. тя е доминираща фигура в поп-фолк жанра през първото десетилитие на 21 век.

## Биография
Ивана е родена на 31 януари 1969 година в Айтос. Тя е единственото дете в семейството на Кина и Тодор Калудови. Всички в нейния род са музиканти, като най-голямо влияние върху нея упражнява баща ѝ. Той е известен акордеонист. Бабата, на която Ивана е кръстена, също е била певица. Твърди се, че Ивана е била едва 4-5-годишна, когато е запяла. Първата песен в детския ѝ репертоар е „Имала майка едно ми чедо“. Бащата на певицата работи със свой оркестър по Черноморието. Ивана е завършила специалност Финанси в Стопанска академия, Свищов, но не е работила нито един ден по тази си специалност. По време на следването си се омъжва и през 1993 г. ражда дъщеря си Теодора.

## Музикална кариера

### 1999 – 02: Началото:„100 патрона“, „Ивана live“
Талантът на певицата е забелязан от управителя на „Пайнер“ ООД инж. Митко Димитров и през 1999 г. тя получава предложение да подпише договор с фирмата. Първата ѝ записана песен е „Идол“. Втората е дует с Коста Марков – „Дърво без корен“. Третата песен е и първият хит на певицата – „100 патрона“. Дебютният албум на Ивана, който се появява през лятото на 2000 г., е наречен на тази песен. До края на 2000 г. с видеоклипове излизат песните „Добра среща, приятели“ и „Късно е“, а в началото на 2001 г. с клипове се появяват песните „Вик“, „Уморени и студени“, „Мъж ли е“ и ремикса на „100 патрона“. След излизането на дебютния албум се появяват клиповете на дуета с Деси Слава – „Жадни за любов“ и соловите песни „Жените знаят как“ и „Смукача“. В края на годината се появява вторият албум на Ивана – „Ивана Live“, от него до края на 2001 г. с клип се излъчва вторият голям хит на певицата – песента „Грешна нощ“. В началото на 2002 г. излизат клиповете върху песните „Последна вечер“ и „Страх ме е“, а по-късно Ивана печели своята първа титла за Певица на годината – на церемонията за връчването на наградите на списание „Нов фолк“. През лятото на 2002 г. Ивана представя песен в бързо темпо „Палавник“. През есента на 2002 г. се появяват видеоклипове на баладата „Скитам се“ и народната песен „От извора“.

### 2003 – 06: Връх:„Мирише на любов“, „Без граници“, „Няма спиране“и„Доза любов“
Първата песен, която певицата представя за 2003 г., е „Мирише на любов“, оказала се заглавна за третия ѝ албум. Той се появява през лятото на същата година, а с клипове се излъчват песните „К`ъв си ти бе“, „Безумна цена“ и „Шампанско и сълзи“, обявена впоследствие за златен хит на десетилетието. В края на лятото клип получава и гръцката балада „Нека пак да се излъжем“. Ивана се включва във фестивала „Тракия фолк 2003“, където печели награди за Артистична реакция в извънредна ситуация, Втора награда на журито за песента „Безумна цена“ и Награда за песен. До края на 2003 г. излиза видеоклип върху песента „Стара история“. Макар и без видеоклипове, се открояват още песните „Убиец на любов“ и „В ръцете ти“. През есента на същата година Ивана записва още един албум – този път фолклорен, който носи заглавието „Без граници“. Албумът съдържа 11 народни песни, претворени по различен начин от певицата. В началото на 2004 г. на наградите на телевизия Планета изпълнителката печели титлата „Певица на годината“, като в следващите три години тя затвърждава победата си. Малко по-късно се появява и последният видеоклип към песен от албума „Мирише на любов“, а той е към песента „Ти и той“. През лятото с клипове излизат песните „Освободете дансинга“, „Като на 17“ и „Стриптийз“. През есента на същата година Ивана записва и издава петия си самостоятелен албум, озаглавен „Няма спиране“, Впоследствие проектът е обявен за Албум на десетилетието, а от него до края на 2004 г. с видеоклип се излъчва песента „Нещо неТипично“.
През пролетта на 2005 г. се появяват видеоклипове върху още две песни от албума „Няма спиране“ – „Не е ваша работа“ и „Ах, тези пари“. През лятото на 2005 г. Ивана за първи път се включва в турнето на фирма „Пайнер“ като закрива концертите. През месеците юли и август, в рамките на няколко седмици, се появяват песните „Доза любов“, „Ние сме номер 1“ и „Време за мъже“, като и върху трите се реализират видеоклипове. През 2005 г. Ивана прави турне в 5 български града заедно със сръбската певица Индира Радич. През декември същата година Ивана записва шестия си албум „Доза любов“ – по името на една от песните в него. До края на годината излиза видеоклипът на пилотната песен – „Парфюм“. В първите месеци на 2006 г. Ивана снима още два клипа на песни от последния си албум „Доза любов“ – те са на песните „Полужива“, чийто клип се появява в два варианта, и „Животът продължава“. В началото на лятото се появява видеоклип на още една песен от албума „Доза любов“ – песента „Седем дни“.

### 2006 – 09:„Празник всеки ден“,„Блясък в очите“и„10 години любов ... и пак любов“
През лятото на 2006 г. за пореден път певицата се включва в лятното турне на димитровградската фирма и отново закрива концертите. За летния сезон Ивана представя още 3 нови песни и видеоклиповете към тях – „Това е парчето“, „Дъжд от рози“ и „Празник всеки ден“. През декември същата година на пазара е седмият самостоятелен албум на певицата – „Празник всеки ден“.
В първите дни на 2007 г. се появява видеоклип на песента „Най-добрата“, част от албума „Празник всеки ден“. На наградите на Планета на 22 февруари 2007 г. Ивана печели и най-високия приз – Мегазвезда на Планета. През пролетта се появяват клипове върху песните „Резерве“ и „100 живота“, както и втора видеоверсия на песента „Добра среща, приятели“. През лятото на същата година за трети път Ивана се включва в турнето на фирма „Пайнер“, като за трети път на нея се пада честта да закрива. Летните сингли, на които тя залага, са „Адрес Любов“ и „Дерби“. През ноември на пазара се появява компилацията Hit Collection – mp3, събрала 50 от най-големите хитове на певицата. До края на 2007 г. Ивана представя видеоклипове върху песните „Парти микс 2“ и „Вържи очите ми“.
През февруари 2008 г. е факт осмият албум на Ивана – „Блясък в очите“, от него се открояват динамичната песен „Ти си най-най“ и баладите „Аз съм с теб“, „Не ме боли“ и „Не искам да знаеш“, както и заглавната песен „Блясък в очите“, като през пролетта се появяват видеоклипове на първите две песни. Едновременно с промотирането на албума Ивана представя и музикален любовен филм „Всичко е любов“, чиято премиера е на 14 февруари. На 30 април 2008 г. Ивана реализира самостоятелен концерт в Панаирна палата № 6 – гр. Пловдив – „Ивана лайв парти“; а през есента заминава за САЩ, където организира „Ивана Live Tour - USA 2008“ – американско задгранично турне. В началото на есента излиза клип на песента „Пий едно“.
През януари 2009 г. Ивана представя нова балада и клип към нея – „Кръв ми капе от сърцето“, през пролетта с видео излиза и песента „The Man“. През лятото новите музикални предложения на певицата са песните „Тръгвам с тебе“ и „Недей“, като и на двете песни има видеоклипове, на „Недей“ има и ремикс, също с видео. През есента Ивана записва нов вариант на стара поп-песен – „Миг като вечност“ от репертоара на Тодор Върбанов. В клипа към песента участие вземат известните лица от екрана Димитър Рачков и Мария Игнатова. В последните дни на годината с телевизионна версия се излъчва песента „Има ли нещо ново“. На Ивановден – 7 януари 2010 г. излиза двойна юбилейна компилация – „10 години любов ... и пак любов“, включила 32 от песните-емблеми на певицата. Седмици по-късно стартира едноименното клубно турне на певицата, чрез което своеобразно отбелязва творческия си юбилей. На 23 февруари на пищното събитие по повод Осмите годишни музикални награди на „Планета“, Ивана печели най-високото си отличие – Певица на десетилетието (2000 – 2009).

### 2010 – 15:„Обяснения не давам“и„Не давам да се даваме“
През пролетта на 2010 г. Ивана представя баладата „Падни на колене“, а за през лятото промотира още три нови песни – „Уличник“ – в умерено темпо, „Душ или направо“ и „Уникална“ – в бърз ритъм. На 27 януари 2011 г. по телевизия Планета се излъчва видеоклипът на песента „По дяволите Рая“. На 3 април се представя видеоклипът към песента „Ало, девойките“. През лятото на 2011 г. Ивана става ментор в риалити шоуто за нови таланти Гласът на България, което стартира от 18 юли по bTV. Участието на певицата там носи ѝ сближаване с музиканта Георги Милчев-Годжи, с когото скоро след това се стига до обща песен, озаглавена „Точка 18“. На 25 август в ефир излиза лятното предложение на певицата и видеоклипът към песента „Златен“.
На 11 март 2012 г. в ефир се излъчва видеоклипът към песента „Остави ме“. На 11 юни 2012 г. се появява видеоклипът на „Второто хубаво“ – пилотната песен от деветия самостоятелен албум на Ивана „Обяснения не давам“. Появява се на 29 юни, след като в продължение на 4 години певицата не е записвала албум. На 27 август е факт видеоклипът към една от новите песни в албума „Надуйте музиката“. В началото на есента Ивана реализира самостоятелно национално турне, озаглавено „Надуйте музиката“, което започва от 15 септември и цели да обиколи възможно най-много български градове. В края на есента – на 28 ноември, с видеоклип се излъчва друга от новите песни в албума – баладата „Цял живот“. На 14 декември на пазара е пусната и поредицата „Златните хитове на Пайнер“, в която под номер 2 е албумът на Ивана. Той включва 10 от най-обичаните песни на певицата. На 6 май 2013 г. излиза новият клип на Ивана върху „Не давам да се даваме“ – песен с фолклорни мотиви. На 10 юни се излъчва клип на още една песен от последния албум на певицата, а той е върху песента „Наздраве“. Певицата продължава да реализира албума и на 13 август е промотирано видеото на друга от песните – „Магьосница“. През декември 2013 г. Ивана представя песента„Искам още“.
На 2 юли 2014 г. излиза проектът на Ивана „Много си готин“. В края на есента излиза следващият видеоклип на Ивана, който е към съвместната ѝ песен с Васил Иванов – „Ех, любов“. На 21 август 2015 г. излизат песните „Ало, мамо“ и „Всичко е наред“. На 24 септември Ивана промотира нов вариант на актуалния си песен „Всичко е наред“. В края на годината Ивана представи новия си проект „Ще ти взема всичките пари“. Същия месец излиза албумът на Ивана „Не давам да се даваме“. Дискът включва 13 песни и 4 инструментала. Певицата представя новия си видеоклип, който е към песента „Благодаря ти, Господи“.

## Турнета и самостоятелни концерти

### Самостоятелни концерти
- Ивана и орк. – 100 патрона LIVE (2001)
- Ивана – Live Party (2008)
- Благотворителен онлайн концерт „Великден за всеки“ (2020)

### Самостоятелно турне
- Ивана & Индира Радич – Звезди на сцената (2005)
- Ивана – Live USA Tour (2008)
- Ивана – 10 години любов ... и пак любов (2009)
- Ивана – „Надуйте музиката“ (2012)

Концерти зад граница: Великобритания, Северна Македония, Турция, Испания, Гърция, Франция, Кипър, Холандия, Белгия, Германия, САЩ и Канада
През 2005, 2006 и 2007 г. Ивана участва в Националното турне на Планета ТВ като закрива концертите.

## Дискография

### Студийни албуми
- 100 патрона (2000)
- Ивана live (2001)
- Мирише на ... любов (2003)
- Без граници (2003)
- Няма спиране (2004)
- Доза любов (2005)
- Празник всеки ден (2006)
- Блясък в очите (2008)
- Обяснения не давам (2012)
- Не давам да се даваме (2015)

### Компилации
- Hit Collection – mp3 (2007)
- 10 години любов ... и пак любов (2010)
- Златните хитове на Пайнер 2 – Ивана (2012)
- Същата и не съвсем – 20 години на сцена (2019)

### Видеоклипове
| Видеоклип                 | Премиера          | Албум                          | Режисьор                      |
| ------------------------- | ----------------- | ------------------------------ | ----------------------------- |
| 100 патрона               | 2000              | 100 патрона                    | Николай Скерлев               |
| Добра среща, приятели     | 2000              | 100 патрона                    | Николай Скерлев               |
| Дърво без корен           | 2000              | 100 патрона                    |                               |
| Късно е                   | 2000              | 100 патрона                    | Петьо Картулев                |
| Вик                       | 2000              | 100 патрона                    | Румен Атанасов                |
| Уморени и студени         | 2000              | 100 патрона                    | Румен Атанасов                |
| Мъж ли е                  | 2001              | 100 патрона                    | Румен Атанасов                |
| 100 патрона (ремикс)      | 2001              | 100 патрона                    | Николай Скерлев               |
| Жадни за любов            | 2001              | –                              | Николай Скерлев               |
| Жените знаят как          | 2001              | Ивана live                     | Румен Атанасов                |
| Смукача                   | 2001              | Ивана live                     | Петьо Картулев                |
| Грешна нощ                | 2001              | Ивана live                     | Петьо Картулев/Николай Нанков |
| Последна вечер            | 2002              | Ивана live                     | Николай Скерлев               |
| Страх ме е                | 2002              | Ивана live                     | Николай Скерлев               |
| Палавник                  | 2002              | –                              | Петьо Картулев/Николай Нанков |
| Скитам се                 | 2002              | Мирише на любов                | Николай Скерлев               |
| Мирише на любов           | 2003              | Мирише на любов                | Румен Атанасов/Георги Колев   |
| К`ъв си ти бе             | 2003              | Мирише на любов                | Николай Скерлев               |
| Безумна цена              | 2003              | Мирише на любов                | Людмил Иларионов – Люси       |
| Шампанско и сълзи         | 2003              | Мирише на любов                |                               |
| Нека пак да се излъжем    | 2003              | Мирише на любов                | Румен Атанасов/Георги Колев   |
| Стара история             | 2003              | Мирише на любов                | Людмил Иларионов – Люси       |
| Ти и той                  | 2004              | Мирише на любов                | Николай Скерлев               |
| Освободете дансинга       | 2004              | Няма спиране                   | Людмил Иларионов – Люси       |
| Като на 17                | 2004              | Няма спиране                   | Николай Скерлев               |
| Стриптийз                 | 2004              | Няма спиране                   | Людмил Иларионов – Люси       |
| Нещо нетипично            | 2004              | Няма спиране                   | Николай Скерлев               |
| Не е ваша работа          | 2005              | Няма спиране                   | Николай Скерлев               |
| Ах, тези пари             | 2005              | Няма спиране                   | Николай Скерлев               |
| Доза любов                | 2005              | Доза любов                     | Николай Скерлев               |
| Ние сме номер 1           | 2005              | Доза любов                     | Николай Скерлев               |
| Време за мъже             | 2005              | Доза любов                     | Николай Скерлев               |
| Парфюм                    | 2005              | Доза любов                     | Николай Скерлев               |
| Полужива                  | 22 януари 2006    | Доза любов                     | Тенчо Янчев                   |
| Животът продължава        | 27 февруари 2006  | Доза любов                     | Николай Скерлев               |
| Това е парчето            | 24 юни 2006       | Празник всеки ден              | Николай Скерлев               |
| Седем дни                 | 3 юли 2006        | Доза любов                     | Николай Скерлев               |
| Дъжд от рози              | 15 юли 2006       | Празник всеки ден              | Николай Скерлев               |
| Празник всеки ден         | 27 юли 2006       | Празник всеки ден              | Николай Скерлев               |
| Най-добрата               | 3 януари 2007     | Празник всеки ден              | Николай Скерлев               |
| Резерве                   | 24 март 2007      | Празник всеки ден              | Тенчо Янчев                   |
| 100 живота                | 28 април 2007     | Празник всеки ден              | Николай Скерлев               |
| Добра среща, приятели 2   | 23 май 2007       | –                              | Николай Скерлев               |
| Адрес Любов               | 26 юли 2007       | –                              | Николай Скерлев               |
| Дерби                     | 28 юли 2007       | –                              | Николай Скерлев               |
| Парти микс 2              | 21 ноември 2007   | Блясък в очите                 | Тенчо Янчев                   |
| Вържи очите ми            | 14 декември 2007  | Блясък в очите                 | Тенчо Янчев                   |
| Ти си най-най             | 26 март 2008      | Блясък в очите                 | Ивайло Спасов                 |
| Аз съм с теб              | 18 април 2008     | Блясък в очите                 | Николай Скерлев               |
| Пий едно                  | 13 септември 2008 | 10 години любов... и пак любов | Людмил Иларионов – Люси       |
| Кръв ми капе от сърцето   | 28 януари 2009    | 10 години любов... и пак любов | Людмил Иларионов – Люси       |
| The man                   | 1 април 2009      | –                              | Николай Скерлев               |
| Тръгвам с тебе            | 13 юли 2009       | –                              | Николай Скерлев               |
| Недей                     | 4 август 2009     | –                              | Тенчо Янчев                   |
| Недей (ремикс)            | 23 септември 2009 | –                              | Тенчо Янчев                   |
| Миг като вечност          | 14 октомври 2009  | 10 години любов... и пак любов | Николай Скерлев               |
| Падни на колене           | 8 април 2010      | Обяснения не давам             | Тенчо Янчев                   |
| Уличник                   | 31 юли 2010       | Обяснения не давам             | Тенчо Янчев                   |
| Душ или направо           | 24 август 2010    | –                              | Тенчо Янчев                   |
| Уникална                  | 12 септември 2010 | –                              | Николай Скерлев               |
| По дяволите Рая           | 27 януари 2011    | Обяснения не давам             | Николай Скерлев               |
| Ало, девойките            | 3 април 2011      | –                              | Николай Скерлев               |
| Златен                    | 25 август 2011    | Обяснения не давам             | Николай Скерлев               |
| Точка 18                  | 12 септември 2011 | Обяснения не давам             | Николай Скерлев               |
| Остави ме                 | 11 март 2012      | Обяснения не давам             | Николай Скерлев               |
| Второто хубаво            | 11 юни 2012       | Обяснения не давам             | Ивайло Спасов                 |
| Надуйте музиката          | 27 август 2012    | Обяснения не давам             | Николай Скерлев               |
| Цял живот                 | 28 ноември 2012   | Обяснения не давам             | Николай Скерлев               |
| Наздраве                  | 10 юни 2013       | Обяснения не давам             | Николай Скерлев               |
| Магьосница                | 13 август 2013    | Обяснения не давам             | Николай Скерлев               |
| Искам още                 | 20 декември 2013  | –                              | Йордан Петков                 |
| Много си готин            | 2 юли 2014        | –                              | Ивайло Спасов                 |
| Ех, любов                 | 6 ноември 2014    | Същата и не съвсем             | Теодора Димитрова             |
| Ало, мамо                 | 21 август 2015    | Не давам да се даваме          |                               |
| Всичко е наред            | 21 август 2015    | –                              |                               |
| Ще ти взема всичките пари | 19 ноември 2015   | –                              |                               |
| Благодаря ти, Господи     | 21 декември 2015  | Не давам да се даваме          |                               |
| Кралете                   | 15 юли 2016       | –                              |                               |
| Мога и без теб            | 10 август 2016    | –                              |                               |
| Твое копие                | 1 януари 2018     | Същата и не съвсем             |                               |
| Едно „обичам те“          | 30 януари 2019    | Същата и не съвсем             |                               |
| Искам да съм голям        | 1 март 2019       | –                              | Николай Скерлев               |
| Аз съм твоя               | 27 декември 2019  | –                              | Николай Скерлев               |
| В твоя чест               | 10 май 2020       | –                              | Ивана                         |
| Този цирк                 | 27 януари 2023    | –                              | Людмил Иларионов – Люси       |
| Жена за милиони           | 3 май 2023        | –                              | Людмил Иларионов – Люси       |
| Красиви приказки          | 10 януари 2025    | –                              | Николай Скерлев               |
| Един живот                | 6 февруари 2025   | –                              | Николай Скерлев               |

## Награди
| Година | Получател      | Награда                                    | Връчител                          |
| ------ | -------------- | ------------------------------------------ | --------------------------------- |
| 2001   | Ивана          | Певица на годината                         | Годишни награди на сп. "Нов фолк" |
| 2002   | Ивана          | Най-добро изпълнение на живо               | Годишни награди на сп. „Нов фолк“ |
| 2003   | „Безумна цена“ | Първа награда на журито                    | „Тракия фолк“                     |
| 2003   | „Безумна цена“ | Втора награда на публиката                 | „Тракия фолк“                     |
| 2003   | Ивана          | Певица на годината                         | Годишни награди на ТВ „Планета“   |
| 2004   | Ивана          | Певица на годината                         | Годишни награди на ТВ „Планета“   |
| 2005   | Ивана          | Певица на годината                         | Годишни награди на ТВ „Планета“   |
| 2005   | Ивана          | Певица на годината                         | Годишни награди на сп. „Нов фолк“ |
| 2005   | Ивана          | Звезда на годината                         | списание „Блясък“                 |
| 2006   | Ивана          | Мегазвезда на ТВ „Планета“                 | Годишни награди на ТВ „Планета“   |
| 2006   | „Доза любов“   | Албум на годината                          | Годишни награди на ТВ „Планета“   |
| 2006   | Ивана          | Певица на годината                         | Годишни награди на сп. „Нов фолк“ |
| 2006   | Ивана          | Оригинално сценично присъствие             | Годишни награди на сп. „Нов фолк“ |
| 2006   | Ивана          | Най-добро изпълнение на живо               | Годишни награди на сп. „Нов фолк“ |
| 2006   | Ивана          | Награда за цялостен принос                 | Годишни награди на сп. „Нов фолк“ |
| 2007   | Ивана          | Албум на годината                          | Годишни награди на ТВ „Планета“   |
| 2007   | „Няма спиране“ | Албум на десетилетието                     | Годишни награди на „Нов фолк“     |
| 2008   | Ивана          | Награда за принос в развитието на попфолка | Годишни награди на „Нов фолк“     |
| 2008   | Ивана          | Рингтон на годината                        | Годишни награди на ТВ „Планета“   |
| 2008   | Ивана          | Най-успешен музикален проект на годината   | Годишни награди на ТВ „Планета“   |
| 2009   | Ивана          | Изпълнител на десетилетието 2000 – 2009    | Годишни награди на ТВ „Планета“   |
| 2011   | Ивана          | Оригинално медийно присъствие              | Годишни награди на ТВ „Планета“   |
| 2014   | Ивана          | Посланик на доброто                        | Годишни награди на ТВ „Планета“   |
| 2015   | „Ало, мамо“    | Традиция и новаторство                     | Годишни награди на ТВ „Планета“   |